# Киевское высшее военное авиационное инженерное училище
Киевское высшее военное авиационное инженерное училище — высшее военно-учебное заведение Вооружённых Сил СССР, одно из ведущих военно-учебных заведений и научных центров Советского Союза по подготовке высококвалифицированных инженерных кадров различных специальностей для военно-воздушных сил.
После распада Советского Союза — главное и единственное военно-учебное заведение на Украине, осуществлявшее подготовку всех видов инженерных и тыловых офицерских кадров ВВС ВС Украины.

## История
Основано 1 сентября 1951 года как Киевское высшее инженерное радиотехническое училище ВВС Советской Армии (КВИРТУ ВВС СА).
В связи с увеличением количества факультетов и переходом на подготовку авиационных инженеров всех основных направлений в апреле 1956 года КВИРТУ ВВС СА было переименовано в Киевское высшее инженерно-авиационное военное училище Военно-Воздушных Сил.
Затем именовалось Киевское высшее военно-инженерное училище ВВС.
С мая 1973 года КВИАВУ стал называться Киевским высшим военным авиационным инженерным училищем (КВВАИУ).
Название «КВВАИУ» учебное заведение пронесло через распад СССР, пока 25 июля 1992 года не было утверждено новое название: Киевский Институт Военно-Воздушных Сил (КИВВС).
Училище имело очень высокую репутацию, конкурс при поступлении составлял 15 абитуриентов на одно место.
При училище действовали ученые советы по присуждению докторских и кандидатских ученых степеней, работала адъюнктура.
Училище размещалось в двух кампусах: на Воздухофлотском проспекте — 29-й военный городок, где находился основной учебный корпус, и в 34-м военном городке на улице Григория Андрющенко (недалеко от пересечения проспекта Победы и улицы Чорновола).
Основной учебный корпус размещался по почтовому адресу Воздухофлотский проспект, дом № 30 — в массивном трехэтажном здании дореволюционной постройки. Во время Первой мировой войны в здании размещалось 2-е Киевское пехотное училище, тогда же и построенное на землях Владимирского Киевского кадетского корпуса. Кроме того, у училища был учебный аэродром около аэропорта Жуляны. На аэродроме находилось около десятка самолётов и вертолётов разных типов предназначенных для прохождения инженерной практики. Полёты не осуществлялись. Позднее на базе учебного аэродрома КВВАИУ был создан Государственный музей авиации Украины.
С 3 июля 2000 года, военно-учебное заведение перестало существовать как таковое, было реорганизовано, курсантский состав был передислоцирован в Харьков на базу Харьковского университета Воздушных Сил имени Ивана Кожедуба.

## Факультеты
- Факультет летательных аппаратов и двигателей — первый факультет (СД)
- Факультет авиационного вооружения — второй факультет (АВ)
- Факультет авиационного оборудования — третий факультет (АО)
- Факультет авиационного радиоэлектронного оборудования — четвёртый факультет (АРЭО)
- Факультет иностранных военных специалистов — пятый факультет
- Факультет заочного обучения — шестой факультет.

На факультеты СД и АВ принимались офицеры, окончившие средние военно-технические училища и имевшие опыт службы в войсках. На факультеты АО и АРЭО принимались выпускники средних общеобразовательных школ.
Учебные программы училища были идентичны программам Военно-воздушной инженерной академии имени Н. Е. Жуковского. Продолжительность обучения составляла пять лет на факультетах АО и АРЭО и четыре года на остальных. Выпускники получали диплом о высшем образовании и квалификацию инженера по соответствующей специальности (например, радиоэлектронное оборудование пилотируемых летательных аппаратов).

## Начальники училища
- Иванов А. Ф. (IV.1951 — II.1954)
- Бондаренко И. И. Генерал-лейтенант  инженерно-технической  службы (II.1954-VIII.1962)
- Максимов Н. А. Генерал-лейтенант  инженерно-технической  службы (VI.1962-X.1975)
- Угодников К. Ф. Генерал-майор  инженерно-технической  службы(X.1975-IV.1976)
- Челышев К. Б. генерал — лейтенант  авиации (V.1976 — VII.1990)
- Гуляев В. В. генерал-майор (с VII.1990)

## Интересные факты
Возле жилого корпуса 3 на территории бывшего училища растет древний реликтовый дуб академика Фролкина.
В корпусе библиотеки бывшего училища размещена военная прокуратура.
На месте бывшей генеральской дачи, где потом был Комитет солдатский матерей, между корпусами 3 и 4 в 2012 году строится высотный гостиничный комплекс. Стройка затянулась.
Самый красивый из жилых корпусов бывшего училища — корпус 4. Он отделан бутовым камнем.
Половина корпуса 5 была разрушена попаданием бомбы во время 2-й мировой войны. Оказалось, этот высокий трехэтажный дом построен без фундамента — такие толстые в нём стены, около 50 см. При восстановлении дома, с восточной стороны уменьшили толщину стены, чтобы сэкономить кирпич. Остался виден вертикальный уступ.
Средняя часть корпуса 7 была разрушена попаданием бомбы и отстроена после Второй мировой войны под командованием капитана Ильи Резватова, военного летчика, родом из уральских казаков. На стене дома видно различную кладку.